# Michal Navrátil
Michal Navrátil (Praga, Checoslovaquia, 5 de junio de 1985) es un deportista checo que compite en saltos de gran altura. Ganó una medalla de plata en el Campeonato Mundial de Natación de 2017, en la prueba de 27 m.

## Palmarés internacional
| Campeonato Mundial | Campeonato Mundial | Campeonato Mundial | Campeonato Mundial |
| Año                | Lugar              | Medalla            | Prueba             |
| ------------------ | ------------------ | ------------------ | ------------------ |
| 2017               | Budapest (Hungría) | Medalla de plata   | 27 m               |